# Caigut del cel
Caigut del cel  ((títol original: Just the Ticket) és una pel·lícula estatunidenca del 1999 protagonitzada per Andy García i Andie MacDowell. Garcia era també el productor. La pel·lícula al principi es titulava The Ticket Scalper. Ha estat doblada al català.

## Argument
Gary Starke (Garcia) és un revenedor de la Ciutat de Nova York que, en l'estil tradicional de la revenda, "treballa el carrer", conegut com "el passeig", oposat a la plètora d'agents moderns que fan les vendes per Internet. A la seva xicota Linda (MacDowell) no li agrada el seu estil de vida i el deixa, aleshores decideix fer un gran cop, que l'ajudarà a guanyar Linda i posar en ordre la seva vida. Troba la seva oportunitat en un epifànic moment; una oportunitat de revendre un gran nombre de bitllets per veure l'espectacle més candent a la ciutat --- el Papa al Yankee Stadium.

## Repartiment
- Andy García: Gary Starke
- Andie MacDowell: Linda Palinski
- Richard Bradford: Benny Moran
- Alice Drummond: Senyora
- Fred Asparagus: Zeus
- Louis Mustillo: Harry el Cap
- Anita Elliott: Senyora
- Patrick Breen: San Diego Vinnie
- Laura Harris: Alice / 'Cyclops'
- Don Novello: 	Tony
- Ron Leibman: Barry el Llibre
- Michael Willis: Client de televisió
- Jack Cafferty: Newscaster
- Molly Wenk: Fanny
- Daniella Garcia-Lorido: Lucy
- Abe Vigoda: Arty
- Andre B. Blake: Casino
- Michael P. Moran: Max
- Helen Carey: Senyora Bennett
- Bobo Lewis: Senyora Dolmatch
- Paunita Nichols: Rhonda
- Irene Valor: Senyora Haywood
- Anthony DeSando: Kenny Paliski
- Elizabeth Ashley: Senyora Paliski
- Sully Boyar: Oncle Tony
- Joe Frazier: Ell
- Alfredo Álvarez Calderón: Cap de Seguretat del Yankee Stadium
- Bill Irwin: Ray Charles